# 甘肃毛狼蛛
甘肃毛狼蛛（学名：Tricca kansuensis）为狼蛛科毛狼蛛属的动物。在中国大陆，分布于甘肃等地。该物种的模式产地在甘肃。